# Joe Hart
Charles Joseph John "Joe" Hart, född 19 april 1987 i Shrewsbury i England, är en engelsk före detta fotbollsmålvakt. Han spelade under sin karriär för Englands landslag.

## Klubbkarriär

### Shrewsbury Town
Hart gick på Meole Brace School Science College i hemstaden Shrewsbury och i elfte årskursen, när han var 15 år gammal, åkte han till en match mot Exeter City med Shrewsbury Towns A-lag. Han satt på bänken både den matchen och nästa match mot Rochdale AFC 1 mars 2003, några veckor innan hans 16-årsdag. Matchen mot Rochdale blev lagets sista vinst den säsongen, som slutade med nedflyttning till Conference.
Under säsongen i Conference gjorde Hart sin debut 20 april 2004, dagen efter hans 17-årsdag. Han spelade hela matchen mot Gravesend & Northfleet och fyra dagar senare även mot Morecambe, då han släppte in tre mål. Det var den sista matchen det året och han spelade inte en match igen förrän i april nästföljande år, då Scott Howie var den givna förstemålvakten i laget. Laget spelade i The Football League (numera League Two) och Hart spelade sex matcher med totalt fyra insläppta mål.
I början av säsongen 2005/2006 tog Hart steget upp till A-laget och blev lagets förstemålvakt. Han spelade alla 46 matcher den säsongen och släppte in sammanlagt 55 mål. Trots att hans genomsnitt på insläppta mål per match var genomsnittligt fick han mycket beröm för sin personliga insats och gjorde sin U19-match för England i oktober 2005 mot Polen, då han var med som avbytare.
Flera talangscouter från Premier League hade ögonen på Hart och 30 november 2005 rapporterade tidningen Shropshire Star att Evertons målvaktstränare Chris Woods hade närvarat vid Shrewsburys senaste ligamatch mot Rochdale AFC där man förlorade med 4–3. Chefen för Shrewsbury, Gary Peters, sade "Everton har tittat på honom, men samma sak kan man säga om Arsenal, Chelsea och alla andra lag i Premier League". Spekulationer om hans framtid fortsatte hela säsongen och Manchester Citys målvaktstränare Tim Flowers närvarade vid flera matcher.
7 februari 2006 utsågs Hart till månadens bästa spelare i League Two av fansen och fick motta PFA Fans' Player of the Month Awards för sina insatser under januari 2006.

### Manchester City
Hart förberedde sig inför sin femte match för U19-landslaget i Belgien där man skulle kvala till UEFA U19-mästerskapen 2006, när det kom fram att Manchester City skulle köpa Hart. England förlorade matchen mot Serbien och Montenegro och kvalade inte in.
22 maj 2006 betalade Manchester City 600 000 engelska pund för Hart och beroende på hur bra han spelade kunde avgiften sluta på sammanlagt 1 500 000 pund.
Hart debuterade för klubben 14 oktober samma år efter att Andreas Isaksson och Nicky Weaver hade skadats. Matchen var mot Sheffield United och slutade 0–0.
Han tillbringade hela januari 2007 på lån till League One-klubben Tranmere Rovers där han spelade sex matcher och släppte in åtta mål. Han fick då en plats i U21-landslaget av sin klubbtränare Stuart Pearce, tillsammans med en annan målvakt, Ben Alnwick, som inte hade spelat en match på U21-nivå än. Han fick inte börja matchen mot Spanien 6 februari 2007 men byttes in senare i matchen.
I april 2007 lånades han ut till Blackpool FC för att ersätta de skadade Rhys Evans, Paul Rachubka och Lewis Edge. Han höll nollan i 2–0-vinsten mot Huddersfield Town 9 april i sin första matchen för Blackpool. Blackpool vann alla fem matcher som Hart spelade, inklusive en 6–3-vinst mot Swansea City i hans sista match för klubben. Tack vare hans insats tog sig Blackpool till slutspelet den säsongen.
Hart återvände till Manchester City efter låneperioden hos Blackpool. Citys manager Sven-Göran Eriksson utsåg Hart till förstemålvakt framför Andreas Isaksson. Efter en match mot Newcastle sa Eriksson att Hart var "en av de största talangerna i det här landet bland målvakterna". Bara månader senare gjorde han debut för A-landslaget i en match mot Trinidad & Tobago.
Efter att Isaksson lämnade City för PSV Eindhoven sommaren 2008 fick Hart ta över tröja nummer 1 till säsongen 2008/2009. Under hösten var han förstemålvakt, men tappade platsen när City köpte in rutinerade Shay Given från Newcastle.

### Birmingham City

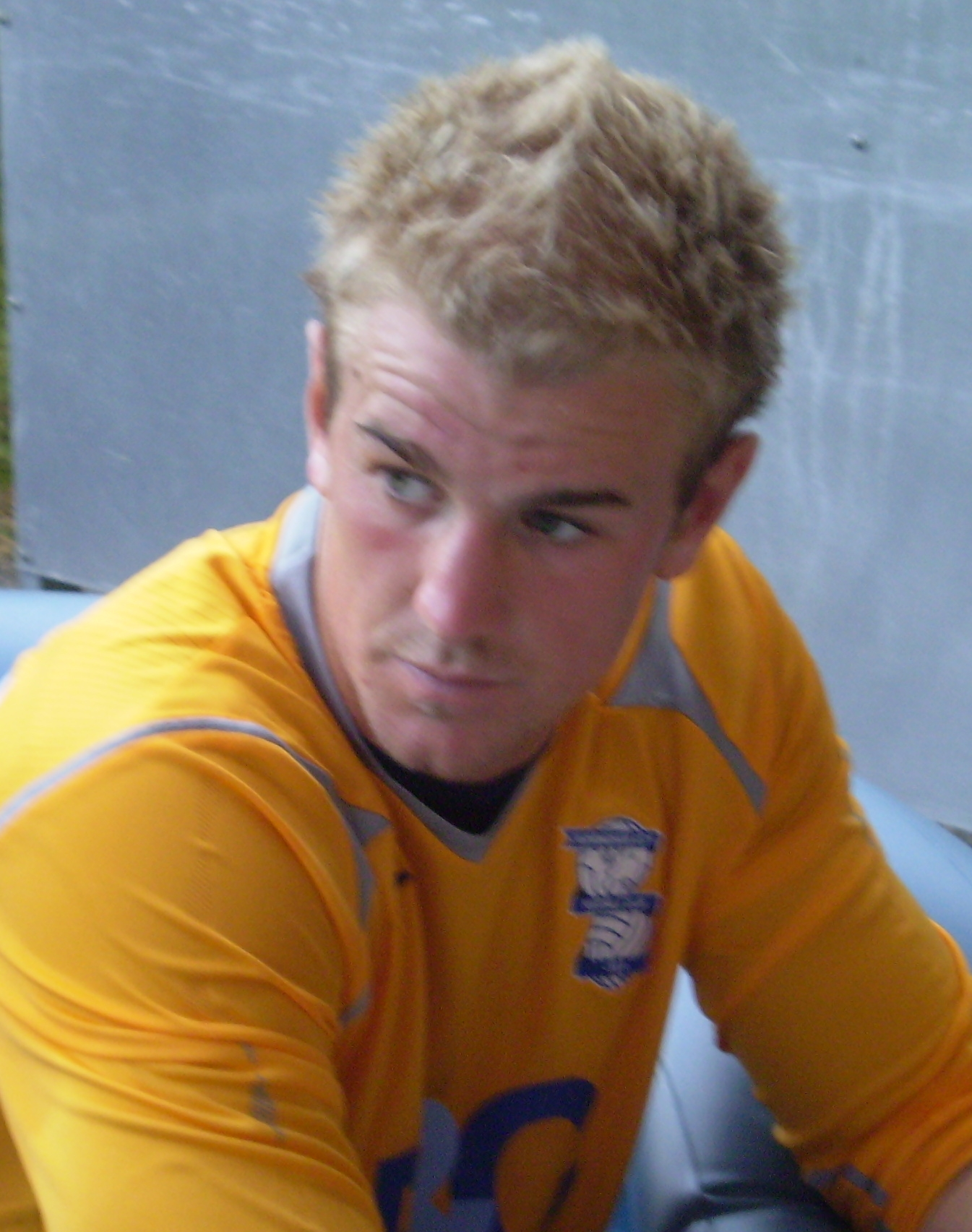
Hart i Birmingham City, 2009

Efter att Shay Given anlänt spelade inte Hart fler matcher. Flera rykten sa att Hart kunde vara ett tänkbart lån till nästkommande säsong för att komma bort från City. Den 23 juni värvades målvakten Stuart Taylor in från Aston Villa som banade iväg för Hart att lämna. Följande dag meddelades det att Hart skulle tillbringa säsongen 2009/2010 på lån hos nykomlingarna Birmingham City

### Tottenham Hotspur
Premier League-London-klubben Tottenham Hotspur annonserade 18 augusti 2020 att de skrivit ett tvåårskontrakt med Joe Hart.

### Celtic
Den 3 augusti 2021 värvades Hart av Celtic, där han skrev på ett treårskontrakt. I februari 2024 meddelade Hart att han skulle avsluta sin fotbollskarriär vid slutet av säsongen.

## Landslagskarriär

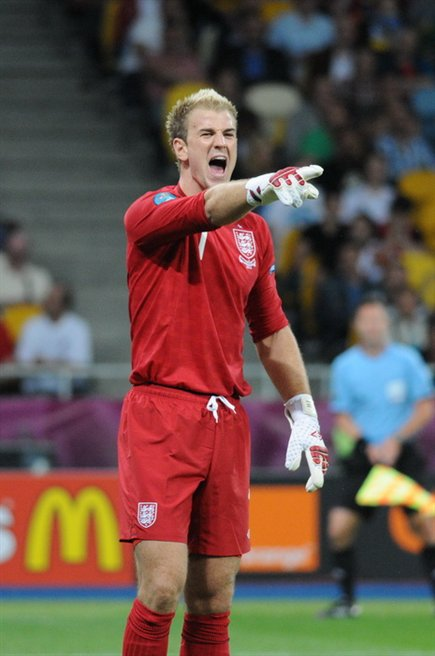
Hart i EM 2012

Hart kom med i Stuart Pearces preliminära U21-trupp bestående av 30 spelare till U21-EM 2007 och kom senare med i den slutgiltiga truppen bestående av 23 spelare. I lagets sista vänskapsmatch innan slutspelet fick Hart spela sin första U21-match i lagets 5–0-vinst mot Slovakien. Däremot fick Scott Carson spela alla fyra slutspelsmatcher.
Efter att ha spelat regelbundet i Englands U21-landslag kallades Hart in av Fabio Capello till Englands trupp till vänskapsmatcherna mot USA och Trinidad & Tobago. Han satt på bänken hela matchen mot USA och gjorde sin debut mot Trinidad & Tobago, den 1 juni 2008 vid Hasely Crawford Stadium, Port of Spain. Hart byttes in vid halvtid för David James. England vann matchen med 3–0. Hart blev uttagen av Capello i mötet mot Tjeckien den 20 augusti men spelade inget.
Hart var förstemålvakt i U21-EM i Sverige 2009. England tog sig till final efter att ha besegrat hemmanationen på straffar i semifinalen. Under straffläggningen drog Hart på sig sitt andra gula kort i matchen och blev därmed utvisad och avstängd från finalen.
Den 12 maj 2014 blev Hart uttagen i Englands trupp till fotbolls-VM 2014 av förbundskaptenen Roy Hodgson.

## Meriter

### Klubblag
Manchester City
- Premier League: 2011–12, 2013–14
- FA-cupen: 2010–11
- Engelska Ligacupen: 2013–14, 2015–2016
- FA Community Shield: 2012

### Individuella
- Premier League Golden Glove: 2010–11, 2011–12, 2012–13, 2014–15
- Premier League PFA Team of the Year: 2009–10, 2011–12
- Årets spelare i Birmingham City: 2010